# Atrichopogon rostratus
Atrichopogon rostratus är en tvåvingeart som först beskrevs av Johannes Winnertz 1852.  Atrichopogon rostratus ingår i släktet Atrichopogon och familjen svidknott. Arten har ej påträffats i Sverige. Inga underarter finns listade i Catalogue of Life.